# Nischni Ljubasch
Nischni Ljubasch (russisch Нижний Любаж) ist ein Dorf (derewnja) in der Oblast Kursk in Russland. Es gehört zum Rajon Fatesch und zur Landgemeinde (selskoje posselenije) Werchneljubaschski selsowjet.

## Geographie
Der Ort liegt gut 58 km Luftlinie nordwestlich des Oblastverwaltungszentrums Kursk im südwestlichen Teil der Mittelrussischen Platte, 12,5 km nordwestlich des Rajonverwaltungszentrums Fatesch, 3 km vom Sitz des Dorfsowjet – Werchni Ljubasch, 103 km von der Grenze zwischen Russland und der Ukraine, am Fluss Ljubasch (rechter Nebenfluss des Schelen im Becken der Swapa).

### Klima
Das Klima im Ort ist wie im Rest des Rajons kalt und gemäßigt. Es gibt während des Jahres eine erhebliche Niederschlagsmenge. Dfb lautet die Klassifikation des Klimas nach Köppen und Geiger.

## Bevölkerungsentwicklung
| Jahr | Einwohner |
| ---- | --------- |
| 1979 | 335       |
| 2002 | 168       |
| 2010 | 112       |

Anmerkung: Volkszählungsdaten

## Verkehr
Nischni Ljubasch liegt 3 km von der Fernstraße föderaler Bedeutung M2 „Krim“ als Teil der Europastraße E105, 90 km von der Straße M3 „Ukraina“ als Teil der Europastraße E101, 28 km von der Straße A 142 als Teil der Europastraße E93, 4 km von der Straße regionaler Bedeutung 38K-002 (Werchni Ljubasch – Ponyri), 10 km von der Straße 38K-038 (Fatesch – Dmitrijew), 22,5 km von der Straße 38K-035 (A142 – 38K-038), 3 km von der Straße 38K-011 (M2 „Krim“ – Igino – 38K-035), 3 km von der Straße interkommunaler Bedeutung 38N-747 (M2 „Krim“ – Scherdewo) und 24,5 km vor nächsten Eisenbahnhaltestelle 34 km (Eisenbahnstrecke Arbusowo – Luschki-Orlowskije) entfernt.
Der Ort liegt 180 km vom internationalen Flughafen von Belgorod entfernt.